# Liste der Baudenkmale in Salzgitter

Die Ortschaften von Salzgitter

Die Liste der Baudenkmale in Salzgitter enthält Listen von Baudenkmalen in den sieben Ortschaften der  niedersächsischen Stadt Salzgitter. Die Einträge in den Listen basieren auf dem Denkmalatlas Niedersachsen.
Listen nach Ortschaften:
- Liste der Baudenkmale in der Ortschaft Nord
- Liste der Baudenkmale in der Ortschaft Nordost
- Liste der Baudenkmale in der Ortschaft Nordwest
- Liste der Baudenkmale in der Ortschaft Ost
- Liste der Baudenkmale in der Ortschaft Süd (ohne Salzgitter-Bad) und Liste der Baudenkmale in Salzgitter-Bad
- Liste der Baudenkmale in der Ortschaft Südost
- Liste der Baudenkmale in der Ortschaft West